# Callogorgia ramosa
Callogorgia ramosa är en korallart som först beskrevs av Kükenthal och Gorzawsky 1908.  Callogorgia ramosa ingår i släktet Callogorgia och familjen Primnoidae. Inga underarter finns listade i Catalogue of Life.